# Laroya (Índia)
Laroya (em panjabi: ਲੜੋਆ) é uma aldeia localizada no distrito de Shaheed Bhagat Singh Nagar, no estado de Punjab, na Índia. Está localizado a 7,2 (4,1 mi) quilômetros de Mukandpur, 12 (7,5 mi) quilômetros da cidade de Nawanshahr, 15 quilômetros (9,3 mi) do distrito Shaheed Bhagat Singh Nagas e 106 quilômetros (66 mi) da capital do estado, Chandigarh. A aldeia, assim como as demais indianas, é governada por um sarpanch, eleito democraticamente pela maioria da população residente no assentamento.

## Demografia
Segundo o relatório publicado pelo Censo da Índia de 2011, a aldeia Laroya é composta por um total de 211 casas e a população total é de 999 habitantes, dos quais 527 são do sexo masculino e 472, do sexo feminino. O nível de alfabetização da aldeia é 80.18% maior que a média do estado, a qual é de 75.84%.
Conforme constatação do Censo, 307 pessoas exercem seu trabalho fora da aldeia; dessas, 288 são homens e 19 são mulheres. O levantamento do governo também consta que 77.52% dos trabalhadores ocupam um serviço como trabalho formal e único, enquanto os outros 22.48% estão envolvidos em atividades marginais, trabalhando como meio de subsistência em diferentes lugares em menos de seis meses.

## Educação
Na aldeia, não há nenhuma escola, e os estudantes precisam ir a outras aldeias para estudar; muitas dessas aldeias estão distantes por dez quilômetros. Nas proximidades, destaca-se Lovely Professional University a 36 quilômetros. Outras instituições de ensino também representam papel importante na região: Midday Meal Scheme, National College Banga e Amardeep Singh Shergill Memorial.

## Transporte
A estação de trem mais próxima de Laroya é Benga; no entanto, a estação principal, Nawanshahr, está a 15 quilômetros (9,3 mi) de distância. O aeroporto mais perto é Sahnewal, localizado a 53 quilômetros, e o aeroporto internacional mais próximo é o Sri Guru Ram Dass Jee, a 144 quilômetros.